# Leen Jansen

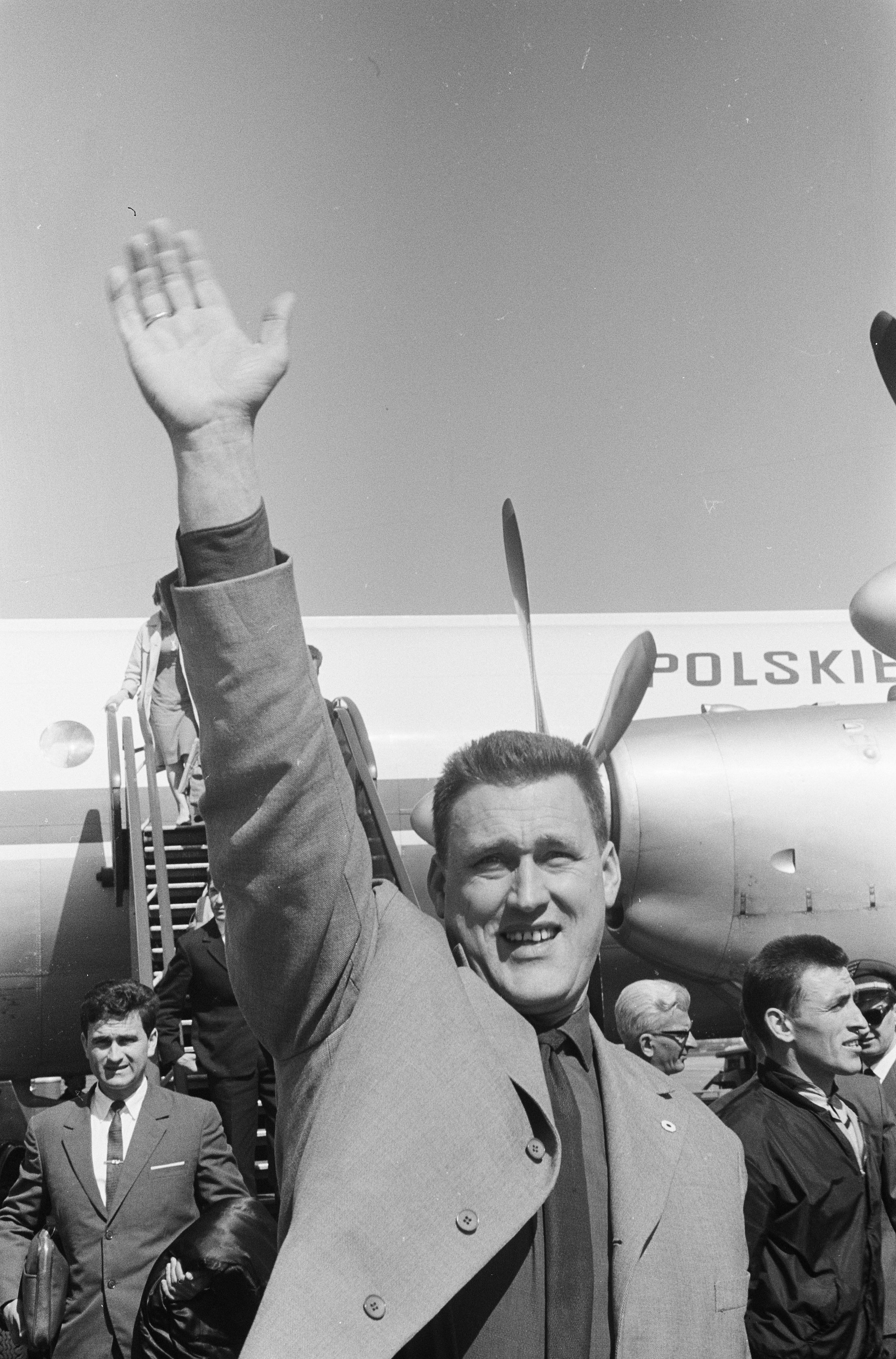
Leen Jansen (1962)

Leonardus ("Leen") Eustachius Jansen (3 de agosto de 1930 - 27 de enero de 2014) fue un boxeador de los Países Bajos, que compitió por su país natal en los Juegos Olímpicos de 1952 en Helsinki, Finlandia. Allí fue derrotado en los cuartos de final de la división peso mediano masculino (-75 kg) por el eventual ganador Floyd Patterson de los Estados Unidos.
Después de los Juegos Olímpicos de Verano se convirtió en un profesional. Peleó un total de 71 partidos, de los cuales ganó sesenta peleas (27 KOs). Su última pelea fue el 2 de octubre de 1967 en su ciudad natal de Róterdam, donde fue derrotado por puntos por Johnny Halafihi de Tonga.
Desde 1980 vivió en Sint-Maartensdijk con su hija y su perro. Allí enseñó boxeo durante sus 80 años. El 27 de enero de 2014, falleció en el hospital de Bergen op Zoom a la edad de 83 años.